# Captive (roman)
Pour les articles homonymes, voir Captive.
Captive (titre original : Alias Grace) est un roman historique canadien de Margaret Atwood paru en 1996 puis traduit en français et publié en 1998.
Le roman a reçu le prix Giller 1996 et a été sélectionné pour le prix Booker.
L'histoire est basée sur les meurtres notoires de Thomas Kinnear et de sa  gouvernante Nancy Montgomery en 1843 dans la province du Canada. Deux domestiques de la maison Kinnear, Grace Marks et James McDermott, ont été reconnus coupables du crime et condamnés à la pendaison. James McDermott a été pendu mais Grace Marks vu sa peine commuée en une réclusion à perpétuité.
Bien que le roman soit basé sur des événements factuels, Margaret Atwood construit un récit avec un médecin fictif, Simon Jordan, qui étudie le cas de Grace Marks et notamment l'amnésie qui l'empêche de se souvenir des faits s'étant déroulés juste avant et juste après les deux meurtres. Il s'implique peu à peu personnellement dans la vie de Grace Marks et cherche à concilier sa perception de cette femme aux manières douces avec les meurtres pour lesquels elle a été reconnue coupable.

## Résumé
En 1859, Grace Marks, emprisonnée depuis quinze ans au pénitencier de Kingston, en Ontario, a été embauchée pour servir comme domestique au domicile du gouverneur du pénitencier. Un comité composé de membres de l'Église méthodiste, dirigé par le révérend Enoch Verringer, espère qu'elle sera graciée et libérée. Grace ne se souvenant pas de ce qui s'est passé le jour des meurtres et ayant présenté des symptômes d'hystérie durant son emprisonnement, Enoch Verringer engage le docteur Simon Jordan, un psychiatre, afin qu'il étudie son cas, dans l'espoir son évaluation psychiatrique aboutira à la libération de Grace. Un arrangement est pris pour que Simon Jordan s'entretienne avec Grace les après-midi dans la salle de couture du manoir du gouverneur.
Lors de ses premiers entretiens, le docteur Jordan essaie d'amener Grace à parler de ses rêves et de ses souvenirs, mais elle élude ses suggestions. Au cours de leur neuvième rencontre, il lui demande d'où vient le nom Mary Whitney qu'elle a utilisé comme pseudonyme quand elle a fui aux États-Unis avec James McDermott. Grace choisit alors de lui conter sa vie. Elle raconte sa petite enfance dans le nord de l'Irlande, où son père était souvent ivre et sa mère souvent enceinte, Grace devant alors s'occuper des plus jeunes enfants. Elle raconte au médecin les détails des conditions d'hygiène et de surpeuplement dans la cale du navire où sa mère est tombée malade puis en est morte. Au Canada, son père dépense ses revenus en alcool et commence à la maltraiter, tentant même une fois de la violer. Simon Jordan écoute mais est impatient, considérant ses premières privations et abus comme sans rapport avec l'affaire.
Grace raconte ensuite son embauche comme servante chez la maison d'Alderman Parkinson et comment elle a rencontré Mary Whitney, alors sa colocataire et seule amie. Mary a appris à Grace comment jouer le rôle d'une parfaite servante et lui a donné des conseils maternels sur la façon d'éviter les ennuis avec les jeunes hommes. Mary elle-même est tombée enceinte – probablement d'un fils de la famille Parkinson – et est décédée des suites d'un avortement bâclé. Grace avait aidé Mary à rentrer chez elle après l'avortement et à se coucher, mais lorsque Grace s'est réveillée le lendemain matin, elle a trouvé Mary morte dans son lit. Grace fut ensuite troublée par l'idée qu'elle aurait dû ouvrir la fenêtre pendant la nuit où Mary mourut pour laisser sortir son âme.
Grace continue son histoire avec beaucoup de détails, en s'efforçant de garder le médecin intéressé. En parallèle de ses visites à Grace, Simon Jordan entame une relation avec sa logeuse, dont le mari ivre a disparu subitement, la laissant sans argent.
Le docteur Jerome DuPont, qui se présente comme un neuro-hypnotiseur, parvient à convaincre le docteur Jordan d'accepter qu'il hypnose Grace. Après que DuPont ait endormi Grace, la voix de Mary Whitney se fait entendre par la bouche de Grace, disant joyeusement à tout le monde qu'elle hantait Grace parce que son âme n'était pas libérée quand elle est morte. Elle dit qu'elle possédait le corps de Grace le jour des meurtres et qu'elle avait conduit James McDermott à l'aider à tuer Nancy Montgomery et Thomas Kinnear. Elle affirme que Grace ne s'en souvient pas car en fait elle ne pas ce qui s'était passé.
Plus tard, Simon Jordan admet qu'il y a dans le passé lu des rapports scientifiques à propos d'un phénomène de double personnalité, mais il élude la demande de rapport du révérend Ennoch Verringer et quitte la ville pour s'éloigner définitivement de sa logeuse, prétextant que sa mère est malade. Il promet d'envoyer un rapport, mais de retour chez lui, il rejoint rapidement l'armée de l'Union. Après avoir été blessé durant la guerre de Sécession et ayant perdu une partie de sa mémoire, il s'installe dans la maison de sa mère et n'envoie jamais de rapport.
En 1872, Grace est finalement graciée et commence une nouvelle vie aux États-Unis.

## Personnages principaux

### Personnages historiques
- Grace Marks, condamnée pour le meurtre de Thomas Kinnear, a été une prisonnière modèle et a finalement été graciée[2]. Dans le roman, elle maintient un comportement soigneusement respectueux. Même si elle est très mécontente d'être présentée en spectacle dans le rôle de la célèbre meurtrière, elle est reconnaissante des efforts déployés pour obtenir sa grâce.
- Thomas Kinnear riche fermier écossais, a été assassiné dans sa maison de Richmond Hill, en Ontario.
- Nancy Montgomery, maîtresse et gouvernante de Thomas Kinnear, a été assassinée en même temps que Thomas Kinnear.
- James McDermott, homme d'écurie et homme à tout faire chez Thomas Kinnear, a été reconnu coupable du meurtre de Thomas Kinnear et pendu. Il était réputé pour être un personnage rude, un Irlandais rebelle, plein de ressentiment envers les Anglais.

### Personnages de fiction
- Simon Jordann est un jeune médecin ayant beaucoup voyagé et qui a l'intention de faire carrière dans le domaine de la santé mentale  et d'ouvrir un jour un asile privé.
- Mary Whitney est une femme de chambre amie de Grace. Elle envisage d'économiser son salaire pour une dot afin de pouvoir épouser un agriculteur et devenir maîtresse de sa propre maison.
- Jeremiah Pontelli est un colporteur au début du roman, puis se fait passer pour le docteur Jerome DuPont, spécialiste en neuro-hypnotise, puis pour le magicien Geraldo Ponti. Il a rencontré Grace pour la première fois alors qu'elle était nouvelle femme de ménage et qu'il colportait de maison en maison à Toronto. Ils se rencontrent à nouveau dans la demeure du gouverneur alors que Jeremiah a l'identité de Jerome DuPont.

## Éditions
- Alias Grace, McClelland & Stewart (en), 7 septembre 1996, 480 p.  (ISBN 0-7710-0835-X)
- Captive, Robert Laffont, coll. « Pavillons », 12 mars 1998, trad. Michèle Albaret-Maatsch, 494 p.  (ISBN 2-221-08520-5)
- Captive, Pocket, no 10616, 5 novembre 1999, trad. Michèle Albaret-Maatsch, 624 p.  (ISBN 2-266-09207-3)
- Captive, 10/18, no 3534, 5 juin 2003, trad. Michèle Albaret-Maatsch, 624 p.  (ISBN 2-264-03648-6)

## Adaptations

### Télévision
En 2012, Sarah Polley a annoncé qu'elle allait adapter Captive en long métrage. Le projet a depuis évolué vers une mini-série diffusée sur CBC Television au Canada en octobre et novembre 2017, puis dans le monde entier sur Netflix.

### Théâtre
En 2016, l'université d'État de Ball a créé une version scénique écrite par Jennifer Blackmer. La même adaptation a ensuite été produite par Rivendell Theatre Ensemble à Chicago, sous la direction de Karen Kessler.